# ヘンリーバローズ
ヘンリーバローズ (英: Henry Barows)は、日本の競走馬・種牡馬である。「未完の大器」と称されたシルバーステートの全弟で、現役時代はクラシックの有力候補に数えられながら脚部不安のため僅か2戦のみで引退し、種牡馬入りした。

## 戦績

### デビュー前
2015年2月5日、北海道安平町のノーザンファームで誕生。同年のセレクトセール当歳馬市場に上場され、猪熊広次によって1億2,000万円で落札された。

### 2歳（2017年）〜3歳（2018年）
栗東・角居勝彦厩舎に入厩。2017年7月16日の新馬戦 (中京芝2000m)でデビューし、上がり3F32秒8の末脚を繰り出すも、翌年のダービー馬ワグネリアンとのマッチレースにハナ差敗れ、2着となった。3着馬には5馬身の差を付けていた。
新馬戦後は一息入れ、9月30日の未勝利戦で復帰。単勝1.1倍の圧倒的1番人気に推され、ミルコ・デムーロを背に悠々と逃げ切って初勝利を収めた。デビュー2戦の走りからクラシック候補の呼び声が挙がったが、その後は脚部不安により長期休養を余儀なくされた。

### 4歳（2019年）
競走馬としての復帰は叶わず、6月13日にJRAの競走馬登録を抹消された。

## 競走成績
以下の内容は、netkeiba.comの情報に基づく。
| 競走日     | 競馬場 | 競走名    | 格 | 距離（馬場）  | 頭 数 | 枠 番 | 馬 番 | オッズ （人気） | 着順 | タイム （上り3F） | 着差 | 騎手        | 斤量 [kg] | 1着馬（2着馬）       | 馬体重 [kg] |
| ---------- | ------ | --------- | -- | ------------- | ----- | ----- | ----- | --------------- | ---- | ----------------- | ---- | ----------- | --------- | -------------------- | ----------- |
| 2017.07.16 | 中京   | 2歳新馬   |    | 芝2000m（良） | 10    | 2     | 2     | 001.70（1人）   | 02着 | R2:04.7（32.8）   | -0.0 | 0川田将雅   | 54        | ワグネリアン         | 488         |
| 0000.09.30 | 阪神   | 2歳未勝利 |    | 芝1800m（良） | 9     | 7     | 7     | 001.10（1人）   | 01着 | R1:47.5（33.8）   | -0.7 | 0M.デムーロ | 54        | （ショウナンマリブ） | 486         |

## 種牡馬時代
引退発表時は処遇が「未定」とされていたが、引退から6日後の6月19日に種牡馬入りが決まった。8月5日、繋養先のイーストスタッドにスタッドインした。同スタッド事務局は「わずか2戦のキャリアしかありませんが、セレクトセールで高い評価を得たこと、全兄のシルバーステートが人気を集めている血統背景、好馬体の持ち主ということからシンジケートを組んで種牡馬入りすることになりました。先日亡くなったディープインパクトの後継として期待しています｣とコメントした。なお、2年毎にイーストスタッドとアロースタッドを行き来する国内シャトル種牡馬となることが発表されている。

### 主な産駒
- ラポジート（2024年ビギナーズカップ）

## 血統表
| ヘンリーバローズの血統           | ヘンリーバローズの血統                  | ヘンリーバローズの血統                  | （血統表の出典）                        | （血統表の出典） |
| 父系                             | サンデーサイレンス系/ヘイロー系         | サンデーサイレンス系/ヘイロー系         | サンデーサイレンス系/ヘイロー系         | [ § 2 ]          |
| 父 ディープインパクト 2002 鹿毛  | 父の父*サンデーサイレンス 1986 青鹿毛   | Halo                                    | Hail to Reason                          | Hail to Reason   |
| 父 ディープインパクト 2002 鹿毛  | 父の父*サンデーサイレンス 1986 青鹿毛   | Halo                                    | Cosmah                                  |                  |
| 父 ディープインパクト 2002 鹿毛  | 父の父*サンデーサイレンス 1986 青鹿毛   | Wishing Well                            | Understanding                           | Understanding    |
| 父 ディープインパクト 2002 鹿毛  | 父の父*サンデーサイレンス 1986 青鹿毛   | Wishing Well                            | Mountain Flower                         |                  |
| 父 ディープインパクト 2002 鹿毛  | 父の母*ウインドインハーヘア 1991 鹿毛   | Alzao                                   | Lyphard                                 | Lyphard          |
| 父 ディープインパクト 2002 鹿毛  | 父の母*ウインドインハーヘア 1991 鹿毛   | Alzao                                   | Lady Rebecca                            |                  |
| 父 ディープインパクト 2002 鹿毛  | 父の母*ウインドインハーヘア 1991 鹿毛   | Burghclere                              | Busted                                  | Busted           |
| 父 ディープインパクト 2002 鹿毛  | 父の母*ウインドインハーヘア 1991 鹿毛   | Burghclere                              | Highclere                               |                  |
| 母 *シルヴァースカヤ 2001 黒鹿毛 | 母の父Silver Hawk 1979 鹿毛             | Roberto                                 | Hail to Reason                          | Hail to Reason   |
| 母 *シルヴァースカヤ 2001 黒鹿毛 | 母の父Silver Hawk 1979 鹿毛             | Roberto                                 | Bramalea                                |                  |
| 母 *シルヴァースカヤ 2001 黒鹿毛 | 母の父Silver Hawk 1979 鹿毛             | Gris Vitesse                            | Amerigo                                 | Amerigo          |
| 母 *シルヴァースカヤ 2001 黒鹿毛 | 母の父Silver Hawk 1979 鹿毛             | Gris Vitesse                            | Matchiche                               |                  |
| 母 *シルヴァースカヤ 2001 黒鹿毛 | 母の母Boubskaia 1987 黒鹿毛             | Niniski                                 | Nijinsky                                | Nijinsky         |
| 母 *シルヴァースカヤ 2001 黒鹿毛 | 母の母Boubskaia 1987 黒鹿毛             | Niniski                                 | Virginia Hills                          |                  |
| 母 *シルヴァースカヤ 2001 黒鹿毛 | 母の母Boubskaia 1987 黒鹿毛             | Frenetique                              | Tyrant                                  | Tyrant           |
| 母 *シルヴァースカヤ 2001 黒鹿毛 | 母の母Boubskaia 1987 黒鹿毛             | Frenetique                              | Femina                                  |                  |
| 母系(F-No.)                      | (FN:16-g)                               | (FN:16-g)                               | (FN:16-g)                               | [ § 3 ]          |
| 5代内の近親交配                  | Hail to Reason 4×4、Northern Dancer 5×5 | Hail to Reason 4×4、Northern Dancer 5×5 | Hail to Reason 4×4、Northern Dancer 5×5 | [ § 4 ]          |
| 出典                             | 1. 2. 3. 4.                             | 1. 2. 3. 4.                             | 1. 2. 3. 4.                             | 1. 2. 3. 4.      |

- 全兄は「幻のダービー馬」「未完の大器」と称されたシルバーステート[13]。
- 母シルヴァースカヤは現役時代にフランスで走り、GIIIを2勝[14]。母が日本に輸入される前にドイツで産んだGalileo産駒の半兄Sevilleは、2013年の豪GIザメトロポリタンの勝ち馬[15]。
- 近親に2006年の京都記念を勝ったシックスセンスがいる[14]。